# Elsa Gye

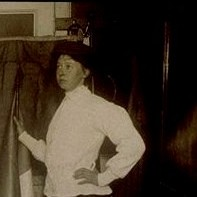
Elsa Gye

Elsa Gye (1881 - 1943) fue una estudiante de música en Guildhall que se convirtió en sufragista, participó en eventos disruptivos en Londres y Escocia y fue encarcelada por la causa del sufragio femenino.

## Biografía
Fue educada en Croydon High School y Guildhall School of Music. 
Se casó con el hermano de la sufragista Daisy Bullock, William Ewart Bullock en 1911 cuando este era estudiante de medicina en Edimburgo, y tuvo su primer hijo en 1912. Él tomó su apellido.

## Sufragista
Gye fue una de las muchas que se escondieron en vehículos y se apresuraron en ir al Parlamento del 11 al 13 de febrero de 1908. Fue arrestada y sentenciada a seis semanas de prisión. Había conocido a 'Daisy' Bullock en 1907 y estaba con Gladice Keevil, Nellie Martel, Emmeline Pankhurst, Aeta Lamb cuando interrumpieron al canciller H. Asquith hablando en una reunión en Nottingham. En 1908, trabajó con Minnie Baldock para abrir una sucursal local de la Unión Social y Política de las Mujeres (WSPU, por sus siglas en inglés) en Nottingham. El hermano de Daisy, William, había estudiado química en Nottingham y era estudiante de medicina en la Universidad de Edimburgo, cuando se casaron en 1911, mientras estudiaba, con apoyo financiero de amigos, incluida la propia Elsa. Su esposo tomó su apellido y se convirtió en el Dr. W. E Gye. 
Durante la campaña de Churchill para la elección parcial en 1908 en Dundee, después de perder su asiento en Peckham, Gye fue con Rachel Barrett y Helen Fraser a más de 200 reuniones, habló en fábricas y en el gran Gaiety Theatre de Dundee, reuniendo multitudes para escucharla criticar los tratos del primer ministro con las mujeres por la cuestión del sufragio. 
Apoyó a Constance Lytton durante su primer activismo en 1909, y le recomendó que rompiera la paz para que la arrestaran y pronunciara discursos para llamar la atención. También fue una de las organizadoras con Gladys Keevil de las ruidosas protestas en las reuniones de Budget en Bingley Hall, Birmingham, el 17 de septiembre de 1909, cuando los bomberos estaban en espera, y otras mujeres usaron pizarras de un techo cercano para ahogar el discurso de Asquith.
La madre de una compañera sufragista, Elsie Howey le escribió en 1928 para quejarse del efecto de la alimentación forzada en la voz de su hija.

## Legado
Ayudó a la creación de la Suffragette Record Room en Londres. No se proporcionó ninguna fotografía de ella o se sabe que exista. Falleció en 1943. 